# 哈勒门
哈勒门（Hallertürlein）是纽伦堡老城区西边一座历史悠久的人行城门。它在佩格尼茨河以北，穿过纽伦堡城墙，连接圣塞巴尔德区与哈勒威斯区（Hallerwiese）。
与东侧对应的Wührder Türlein一样，哈勒门也是在1400年建造最后一座城墙期间，在西侧开辟。它有一个尖塔，旧名“绿G”（Grünes G），通往哈勒威斯。目前的外观是1519年的结果。其名称源自于哈勒威斯以及哈勒·冯·哈勒斯坦家族。
1881-1882年，纽伦堡城墙被拆除，护城河被填。1881年11月13日开通的马拉电车线路从普莱勒通过哈勒门桥穿过新城门（Hallertor），到达市政厅和劳费尔门。 电车线路于1898年电气化。1945年1月2日，新城门被摧毁，没有重建。

## 哈勒门桥
1564年，在城门前的佩格尼茨河上，修剪了哈勒门桥（Hallertorbrücke）。最初是一座双拱木桥，在1595年的春季洪水中被冲毁。1598年，改建为石木结构。1697年，石桥建成，现在仍是桥的核心，只是加宽了几次 。 